# توماسو کوستانتینی
توماسو کوستانتینی (انگلیسی: Tommaso Costantini؛ زادهٔ ۲۳ ژوئن ۱۹۹۶) بازیکن فوتبال است.
از باشگاه‌هایی که در آن بازی کرده‌است می‌توان به باشگاه فوتبال یووه استابیا اشاره کرد.